# Liste der Biografien/Mole
Liste der Biografien |
Portal Biografien |
Personensuche
# |
A |
B |
C |
D |
E |
F |
G |
H |
I |
J |
K |
L |
M |
N |
O |
P |
Q |
R |
S |
T |
U |
V |
W |
X |
Y |
Z |
?
 
Ma |
Mb |
Mc |
Md |
Me |
Mf |
Mg |
Mh |
Mi |
Mj |
Mk |
Ml |
Mm |
Mn |
Mo |
Mp |
Mq |
Mr |
Ms |
Mt |
Mu |
Mv |
Mw |
Mx |
My |
Mz
 
Moa |
Mob |
Moc |
Mod |
Moe |
Mof |
Mog |
Moh |
Moi |
Moj |
Mok |
Mol |
Mom |
Mon |
Moo |
Mop |
Moq |
Mor |
Mos |
Mot |
Mou |
Mov |
Mow |
Mox |
Moy |
Moz
 
Mola |
Molb |
Molc |
Mold |
Mole |
Molf |
Molg |
Molh |
Moli |
Molj |
Molk |
Moll |
Molm |
Moln |
Molo |
Mols |
Molt |
Molu |
Molv |
Molw |
Moly |
Molz
Die Liste der Biografien führt alle Personen auf, die in der deutschsprachigen Wikipedia einen Artikel haben. Dieses ist eine Teilliste mit 75 Einträgen von Personen, deren Namen mit den Buchstaben „Mole“ beginnt.

## Mole
- Mole, Arthur (1889–1983), US-amerikanischer Fotograf britischer Herkunft
- Mole, Ben (* 1970), britischer Filmregisseur, -produzent, Drehbuchautor, Schauspieler
- Molé, Édouard François Mathieu (1760–1794), Conseiller des Parlement de Paris
- Molè, Franco (1939–2006), italienischer Theaterschaffender
- Molé, François-René (1734–1802), französischer Schauspieler
- Mole, Hans Maria (* 1940), deutscher Künstler
- Molé, Louis-Mathieu (1781–1855), französischer Politiker
- Molé, Mathieu († 1656), Premier Président du Parlement de Paris
- Molé, Mathieu-François (1705–1793), Premier Président du Parlement de Paris
- Mole, Miff (1898–1961), US-amerikanischer Jazz-Posaunist
- Molé, Vojeslav (1886–1973), jugoslawischer Kunsthistoriker
- Mole, William (1917–1962), britischer Schriftsteller
- Molé-Gentilhomme (1814–1856), Schriftsteller und Dramatiker

### Molea
- Molea, Valter (* 1966), italienischer Ruderer

### Moleb
- Molebatsi, Caesar (* 1949), südafrikanischer Theologe, Präsident des CVJM-Weltbundes
- Molebe, Enzo (* 2007), französisch-kongolesischer Fußballspieler

### Molec
- Molecz, Bastian (* 1987), österreichischer Handballspieler

### Moled
- Molęda, Mateusz (* 1986), deutsch-polnischer Dirigent
- Moledo, Rodrigo (* 1987), brasilianischer Fußballspieler

### Molef
- Molefe, California (* 1980), botswanischer Leichtathlet
- Molefe, Popo (* 1952), südafrikanischer Politiker
- Molefhe, Malebogo, botswanische Basketballspielerin und Aktivistin gegen geschlechtsspezifische Gewalt

### Moleg
- Molegg, Helmut, deutscher Hörspielregisseur

### Molei
- Moleiro, Alberto (* 2003), spanischer Fußballspieler
- Moleiro, Carmencita, venezolanische Pianistin
- Moleiro, Federico (* 1939), venezolanischer Lyriker
- Moleiro, Moisés (1904–1979), venezolanischer Komponist und Pianist
- Moleiro, Moisés (1937–2002), venezolanischer Politiker und Historiker
- Moleiro, Rodolfo (1898–1970), venezolanischer Lyriker

### Molel
- Moleleki, Monyane (* 1951), lesothischer Politiker
- Molelekwa, Moses Taiwa (1973–2001), südafrikanischer Musiker
- Molella (* 1964), italienischer DJ, Musikproduzent und Radiomoderator

### Molem
- Molemans, Griselda (* 1961), niederländische Archäologin, Kunsthistorikerin und Journalistin

### Molen
- Molen, Gerald R. (* 1935), US-amerikanischer FilmproduzentGerald R. Molen (* 1935)

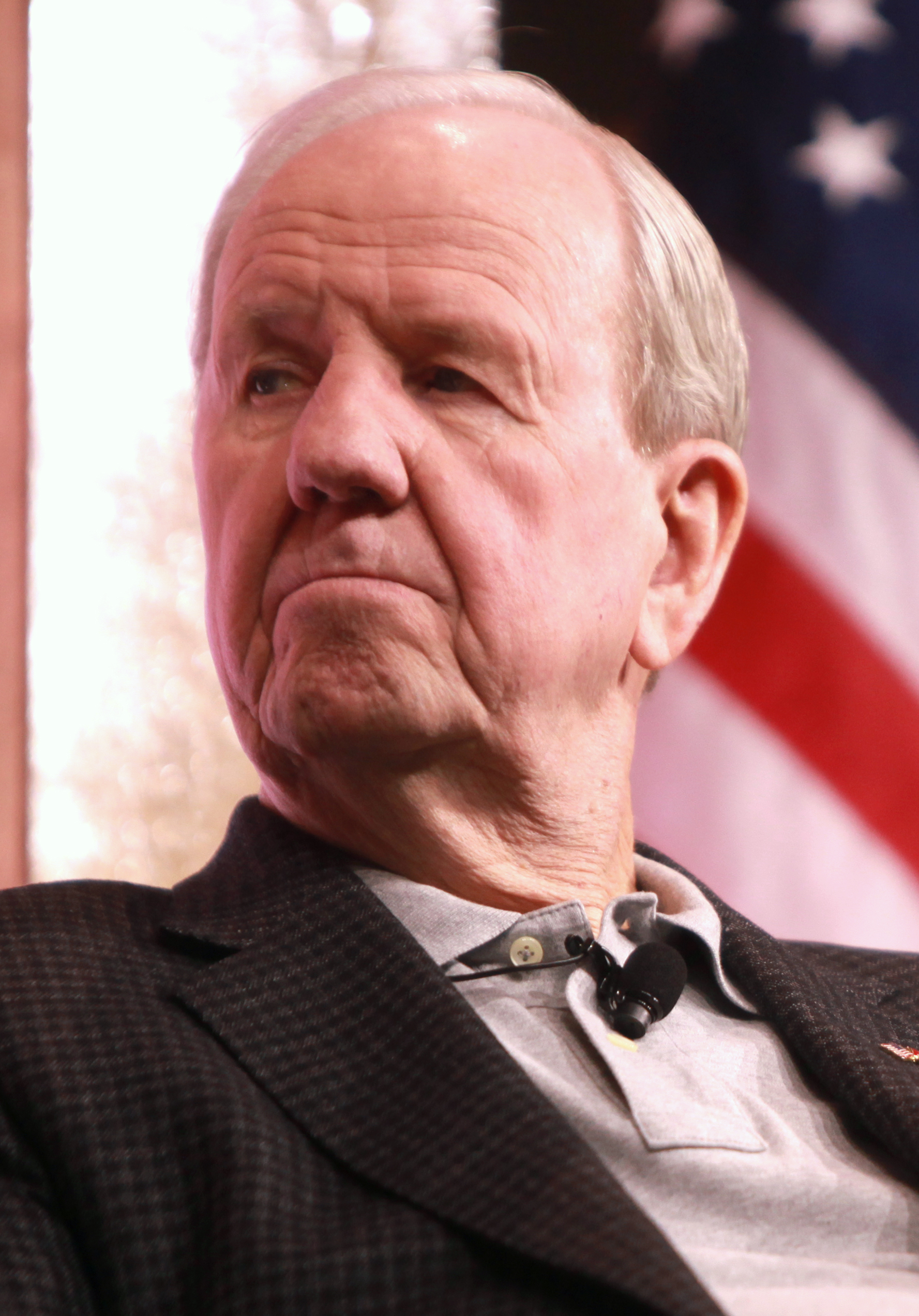
Gerald R. Molen (* 1935)

- Molen, Gezina van der (1892–1978), niederländische Journalistin und Anwältin
- Molen, Nikolaus van der († 1464), römisch-katholischer Geistlicher und Domherr
- Molenaar, Heinrich (1870–1965), deutscher Gymnasialprofessor, Entwickler von Plansprachen, Philosoph und Schriftsteller
- Molenaar, Kim (* 2002), niederländische Handballspielerin
- Molenaar, Olav (* 1999), niederländischer Ruderer
- Molenaar, Pippa (* 2005), niederländische Volleyballspielerin
- Molenaer, Bartholomeus († 1650), niederländischer Genremaler
- Molenaer, Jan Miense († 1668), niederländischer Maler und Radierer
- Molenaers, Yvo (* 1934), belgischer Radrennfahrer
- Molenar, Georg (1864–1924), deutscher Bühnen- und Stummfilmschauspieler
- Molenda, Piotr (* 1962), polnischer Tischtennisspieler
- Molengraaf, Lauren (* 2005), niederländische Radrennfahrerin
- Molengraaff, Gustaaf Adolf Frederik (1860–1942), niederländischer Geologe
- Molengraaff, Willem Leonard Pieter Arnold (1858–1931), niederländischer Rechtswissenschaftler
- Molenhof, Bill (* 1954), amerikanischer Jazzmusiker (Vibraphon, Marimbaphon, Komposition)
- Molenhuis, Olfert (* 1983), niederländischer Leichtathlet
- Moleni, Timote (* 1969), tongaischer Fußballspieler und -trainer
- Molenkamp, Laurens W. (* 1956), niederländischer Physiker
- Molenkamp, Marion (* 1955), deutsche Fußballspielerin
- Molensteen, Alida, niederländische Schauspielerin

### Molep
- Molepo, Precious (* 2005), südafrikanische Sprinterin

### Moler
- Moler, Cleve (* 1939), US-amerikanischer Mathematiker und Informatiker
- Moler, Kathryn, US-amerikanische Physikerin
- Molères, Pierre (* 1932), französischer Geistlicher und Altbischof von Bayonne
- Molero Bellavia, Diego (* 1960), venezolanischer Politiker

### Moles
- Moles, Abraham (1920–1992), französischer Sozialpsychologe
- Moles, Arnaud de (1470–1520), französischer Glasmaler
- Moles, John L. (1949–2015), britischer Klassischer Philologe
- Moles, Margot (1910–1987), spanische Skirennläuferin
- Moles, Maria Reig (* 1951), andorranische Millionärin, Unternehmerin und Politikerin
- Moles, Osvaldo (1913–1967), brasilianischer Autor, Journalist, und Hörfunkmoderator
- Moleschott, Jakob (1822–1893), niederländischer Physiologe
- Moleska, Paul (1878–1935), deutscher Theater- und Filmschauspieler
- Molesworth, Margaret (1894–1985), australische Tennisspielerin

### Molet
- Moletsane, Karabo Poppy (* 1992), südafrikanische Designerin, Illustratorin und Streetartkünstlerin
- Moletsane, Kebotseng (* 1995), südafrikanische Fußballtorhüterin
- Moletta, Andrea (* 1979), italienischer Radrennfahrer, der für das Team Gerolsteiner fährt
- Molette, Jean-Baptiste (1758–1827), französischer Brigadegeneral der Infanterie
- Moletti, Giuseppe (1531–1588), italienischer Physiker, Mathematiker und Astronom

### Moley
- Moley, Raymond (1886–1975), US-amerikanischer Politikberater
- Moleya, Chris (* 1997), südafrikanischer Hochspringer